# Kensaku Omori
Kensaku Omori (Ehime, 21 november 1975) is een voormalig Japans voetballer.

## Carrière
Kensaku Omori speelde tussen 1994 en 2007 voor Yokohama Marinos, Kashima Antlers, Kyoto Purple Sanga, Consadole Sapporo, Cerezo Osaka en Tokushima Vortis.